# Bruay-la-Buissière
Bruay-la-Buissière é uma comuna francesa na região administrativa de Altos da França, no departamento de Pas-de-Calais. Estende-se por uma área de 16,35 km². Em 2010 a comuna tinha 22 259 habitantes (densidade: 1 361,4 hab./km²).

## História
A cidade é "resultado" da fusão de Bruay-en-Artois e La Buissière, em 1987.